# Résolution ES-11/7 de l'Assemblée générale des Nations unies
- En faveur
- Contre
- Abstention
- Absent
- Non membre

La résolution ES-11/7 de l'Assemblée générale des Nations unies est la septième résolution de la onzième session extraordinaire d'urgence de l'Assemblée générale des Nations unies, adoptée le 24 février 2025 sur les principes de la Charte des Nations unies sur lesquels repose une paix globale, juste et durable en Ukraine,. La onzième session extraordinaire d'urgence a été « ajournée » et reprise à de nombreuses reprises au cours des dernières années, et reste temporairement ajournée. En effet, plus de vingt réunions plénières distinctes ont été tenues par l’Assemblée dans ce cadre, depuis le début de l'invasion à grande échelle de l'Ukraine par la fédération de Russie, en 2022.

## Vote
| Vote                                  | Nombre | États | % des voix | % des États membres de l'ONU |
| ------------------------------------- | ------ | --- | ---------- | ---------------------------- |
| En faveur                             | 93     | Albanie, Andorre, Antigua-et-Barbuda, Australie, Autriche, Bahamas, Barbade, Belgique, Belize, Bhoutan, Bosnie-Herzégovine, Bulgarie, Cambodge, Canada, Cap-Vert, Chili, Comores, Côte d'Ivoire, Croatie, Chypre, Tchéquie, Danemark, Djibouti, Égypte, Estonie, Fidji, Finlande, France, Gambie, Allemagne, Grèce, Guatemala, Guyana, Islande, Indonésie, Irlande, Italie, Jamaïque, Japon, Jordanie, Lettonie, Liberia, Liechtenstein, Lituanie, Luxembourg, Malaisie, Maldives, Malte, Maurice, Mexique, Moldavie, Monaco, Monténégro, Birmanie, Nauru, Népal, Pays-Bas, Nouvelle-Zélande, Nigeria, Norvège, Papouasie-Nouvelle-Guinée, Pérou, Philippines, Pologne, Portugal, Corée du Sud, Roumanie, Saint-Christophe-et-Niévès, Sainte-Lucie, Samoa, Saint-Marin, Serbie, Seychelles, Sierra Leone, Singapour, Slovaquie, Slovénie, Îles Salomon, Somalie, Espagne, Suriname, Suède, Suisse, Thaïlande, Timor oriental, Tonga, Trinité-et-Tobago, Tunisie, Turquie, Ukraine, Royaume-Uni, Uruguay, Vanuatu | 52,84 %    | 48,18 %                      |
| Contre                                | 18     | Biélorussie, Burkina Faso, Burundi, République centrafricaine, Guinée équatoriale, Érythrée, Haïti, Hongrie, Israël, Mali, Îles Marshall, Nicaragua, Niger, Corée du Nord, Palaos, Russie, Soudan, États-Unis | 10,23 %    | 9,33 %                       |
| Abstention                            | 65     | Algérie, Angola, Argentine, Arménie, Bahreïn, Bangladesh, Botswana, Brésil, Brunei, Tchad, Chine, Colombie, Costa Rica, Cuba, République dominicaine, Salvador, Éthiopie, Gabon, Ghana, Grenade, Guinée, Honduras, Inde, Iran, Irak, Kazakhstan, Kenya, Kiribati, Koweït, Kirghizistan, Laos, Liban, Lesotho, Libye, Malawi, Mauritanie, États fédérés de Micronésie, Mongolie, Mozambique, Namibie, Macédoine du Nord, Oman, Pakistan, Panama, Paraguay, Qatar, Rwanda, Saint-Vincent-et-les-Grenadines, Sao Tomé-et-Principe, Arabie saoudite, Sénégal, Afrique du Sud, Sri Lanka, Syrie, Tadjikistan, Togo, Tuvalu, Ouganda, Émirats arabes unis, Tanzanie, Ouzbékistan, Viêt Nam, Yémen, Zambie, Zimbabwe | 36,93 %    | 33,68 %                      |
| Absent                                | 17     | Afghanistan, Azerbaïdjan, Bénin, Bolivie, Cameroun, République démocratique du Congo, République du Congo, Dominique, Équateur, Eswatini, Géorgie, Guinée-Bissau, Madagascar, Maroc, Soudan du Sud, Turkménistan, Venezuela | –          | 8,81 %                       |
| Total                                 | 193    | – | 100 %      | 100 %                        |
| Source: A/ES-11/7 voting record 1. 2. |        | |            |                              |

## Votes notables

### États-Unis

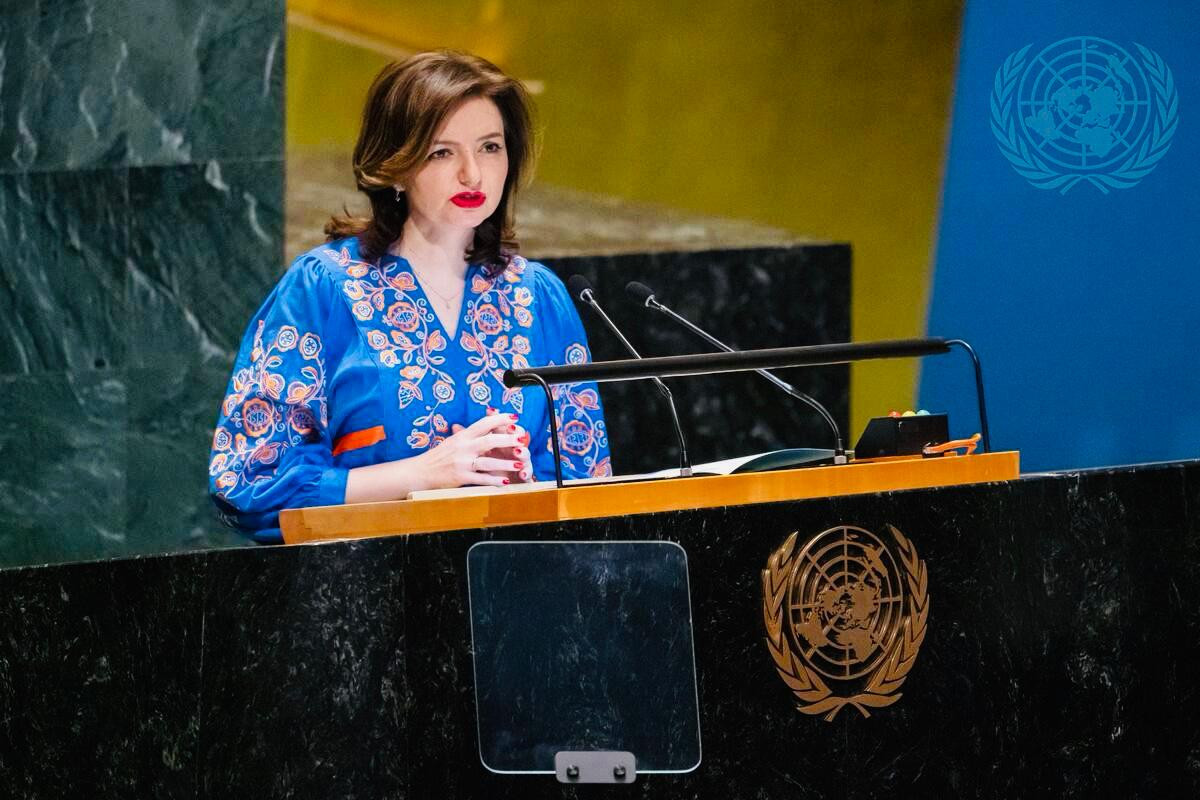
Mariana Betsa, Vice-ministre des affaires étrangères de l'Ukraine, présente la résolution à la tribune de la onzième session extraordinaire d'urgence

Les États-Unis d'Amérique avaient été un fervent soutien de l'Ukraine sous la présidence de Joe Biden. Cependant, depuis le début de la deuxième présidence de Donald Trump, ils se sont dirigés vers une normalisation des relations avec la Russie, poursuivant un règlement négocié du conflit en Ukraine. Les États-Unis ont voté contre la résolution – et, ce faisant, contre l’Ukraine – en soutien à la Russie,,,,,.
Parallèlement à cette résolution, les États-Unis ont présenté à l’Assemblée générale une résolution concurrente, rédigée en termes neutres et ne condamnant pas la Russie, ne rappelant pas l'importance de l'indépendance politique et l'unité de l'Ukraine, son intégrité territoriale et l'intangibilité et l'inviolabilité de ses frontières. Cependant, cette résolution a été considérablement modifiée après plusieurs amendements présentés par la France au nom de diverses États européens soutenant l'Ukraine, et les États-Unis se sont finalement abstenus lors de ce vote.
Les États-Unis ont ensuite réintroduit dans la même journée cette résolution au Conseil de sécurité, qui l'a finalement approuvée,.

### Serbie
Le président serbe Aleksandar Vučić a présenté ses excuses aux citoyens serbes pour avoir voté par erreur en faveur de la résolution et a déclaré que le pays aurait dû s'abstenir.

### Hongrie
La Hongrie a été le seul État membre de l’Union européenne à voter contre la résolution.

## Voir également
- Onzième session extraordinaire d'urgence de l'Assemblée générale des Nations unies
- Résolution 68/262 de l'Assemblée générale des Nations unies
- Résolution ES-11/1 de l'Assemblée générale des Nations unies
- Résolution ES-11/2 de l'Assemblée générale des Nations unies
- Résolution ES-11/3 de l'Assemblée générale des Nations unies
- Résolution ES-11/4 de l'Assemblée générale des Nations unies
- Résolution ES-11/5 de l'Assemblée générale des Nations unies
- Résolution ES-11/6 de l'Assemblée générale des Nations unies
- Résolution ES-11/8 de l'Assemblée générale des Nations unies